# Tinkara Kovač
Tinkara Kovač (Koper, Eslovênia - 3 de setembro de 1978) é uma cantora de pop-rock e flautista da Eslovênia. Ela representou seu país no Eurovision Song Contest 2014 em Copenhagen, terminando em 25º lugar.

## Carrreira
A sua carreira profissional como cantora começou em 1997, quando ganhou o "prémio de cantora mais promissora" no festival Portorož. A sua aparição foi encorajada pelo conhecido compositor local Danilo Kocjančič, que juntamente com o escritor de letras Drago Mislej-Mef e Marino Legovič escreveram a canção vencedora e mais tarde todo o material para o seu primeiro álbum.